# Scott Ball
Scott Ball Jr. (* Juli 1986) ist ein professioneller US-amerikanischer Pokerspieler. Er ist zweifacher Braceletgewinner der World Series of Poker.

## Pokerkarriere

### Werdegang
Seine erste Geldplatzierung bei einem Live-Pokerturnier erzielte Ball im Januar 2015 beim PokerStars Caribbean Adventure auf den Bahamas. Ende Mai 2015 war er erstmals bei der World Series of Poker (WSOP) im Rio All-Suite Hotel and Casino in Paradise am Las Vegas Strip erfolgreich und kam beim Colossus in der Variante No Limit Hold’em in die Geldränge. Bei der WSOP 2019 erreichte der Amerikaner erstmals im Main Event die Geldränge und belegte den mit über 20.000 US-Dollar dotierten 613. Platz. Mitte Oktober 2021 gewann er ein Bracelet bei der WSOP 2021 und sicherte sich den Hauptpreis von mehr als 560.000 US-Dollar. Eine Woche später wurde Ball bei einem High-Roller-Event der Turnierserie Elfter und erhielt 87.500 US-Dollar. Im November 2021 setzte er sich beim Little One for One Drop gegen 3796 andere Spieler durch und erhielt sein zweites Bracelet sowie knapp 400.000 US-Dollar. Bei der WSOP 2022, die erstmals im Bally’s Las Vegas und Paris Las Vegas ausgespielt wurde, wurde der Amerikaner beim 25.000 US-Dollar teuren Pot-Limit Omaha High Roller Fünfter und erhielt knapp 350.000 US-Dollar.
Insgesamt hat sich Ball mit Poker bei Live-Turnieren mehr als 1,5 Millionen US-Dollar erspielt. Er gilt als einer der Pokerspieler, die das Streamen von Onlinepoker auf der Plattform Twitch populär gemacht haben. Von April bis November 2016 spielte der Amerikaner als Teil der Las Vegas Moneymakers in der Global Poker League, verpasste mit seinem Team jedoch die Playoffs.

### Braceletübersicht
Ball kam bei der WSOP 30-mal ins Geld und gewann zwei Bracelets:
| Jahr | Buy-in (in $) | Turnier                                  | Teilnehmer | Preisgeld (in $) |
| ---- | ------------- | ---------------------------------------- | ---------- | ---------------- |
| 2021 | 5000          | 6-Handed No-Limit Hold’em                | 0604       | 562.667          |
| 2021 | 1111          | Little One for One Drop No-Limit Hold’em | 3797       | 396.445          |